# العيينة (خيبر)
العيينة مركز إداري من مراكز محافظة خيبر في منطقة المدينة المنورة في السعودية، تقع شمال المدينة المنورة